# Gaius (genre)
Genre
Gaius est un genre d'araignées mygalomorphes de la famille des Idiopidae.

## Distribution
Les espèces de ce genre sont endémiques d'Australie-Occidentale.

## Liste des espèces
Selon World Spider Catalog (version 19.5, 22/12/2018) :
- Gaius aurora Rix, Raven & Harvey, 2018
- Gaius austini Rix, Raven & Harvey, 2018
- Gaius cooperi Rix, Raven & Harvey, 2018
- Gaius hueyi Rix, Raven & Harvey, 2018
- Gaius humphreysi Rix, Raven & Harvey, 2018
- Gaius mainae Rix, Raven & Harvey, 2018
- Gaius tealei Rix, Raven & Harvey, 2018
- Gaius villosus Rainbow, 1914

## Publication originale
- Rainbow, 1914 : Studies in the Australian Araneidae. No. 6. The Terretelariae. Records of the Australian Museum, vol. 10, p. 187-270 (texte intégral).